# برکه‌ماهی‌های ساردینی
برکه‌ماهی‌های ساردینی (نام علمی: Aphyocypris) نام یک سرده از خانواده کپورماهیان است.